# Chris Bosh
Christopher Wesson Bosh (Dallas, Texas, 24 de marzo de 1984) es un exjugador de baloncesto estadounidense que disputó 13 temporadas en la NBA. Con 2,11 metros de altura jugaba en la posición de ala-pívot.
Bosh dejó la universidad de Georgia Tech, tras un año de estudio y se presentó al Draft de la NBA de 2003 siendo escogido en cuarta posición por los Toronto Raptors, en uno de los drafts más competitivos de todos los tiempos, con jugadores del calibre de LeBron James, Dwyane Wade (que más tarde serían sus compañeros en los Miami Heat) y Carmelo Anthony. Durante su estancia en Toronto, se convirtió en una de las estrellas de la NBA, llegando a jugar cinco All-Star Games y ser escogido en el segundo quinteto de la NBA. Se fue de Toronto como el líder de todos los tiempos de la franquicia en puntos, rebotes, tapones, dobles y minutos jugados.
Fue apodado como CB4 por el comentarista Swirsky Chuck, y es una combinación de las iniciales de Bosh y el número que lleva en su camiseta. Tienen una fundación llamada "Chris Bosh Foundation" donde promueve el deporte y la educación a niños de Dallas y Toronto.
El 16 de mayo de 2021 es seleccionado para el Hall Of Fame de 2021.

## Carrera

### Universidad
Empezó jugando en el equipo del instituto al que acudía, el Lincoln High School o Instituto Lincoln de Dallas, Texas. Allí se estableció como la estrella del grupo, llevando al equipo a ganar el Campeonato Nacional con un balance perfecto de 40-0. Su gran temporada fue reconocida con importantes premios personales, como el Jugador del Año de Instituto o el Jugador del Año de Texas. Durante esta etapa afirmaba que quería parecerse en la forma de jugar al jugador Kevin Garnett, con quien se le ha comparado posteriormente.
Posteriormente, en su etapa como universitario se graduó en el Instituto Tecnológico de Georgia, donde promedió 15,6 puntos, 9 rebotes y 2,2 tapones por partido. Tras su primer año decidió dejar la carrera y pasar a ser un miembro seleccionable del draft.

### NBA
En el Draft de la NBA de 2003 fue el cuarto jugador escogido entre todos los candidatos, siendo el equipo que le escogió los Toronto Raptors.
Con una estatura de 2,11 metros y un peso de 106,6 kg, Chris Bosh es un jugador con una excelente velocidad y agilidad y con una gran capacidad de mantener la pelota para un jugador de su tamaño. 
Fue elegido para disputar el All-Star Game de 2006 en Houston como reserva, siendo el tercer jugador en la historia de los Raptors en lograr este hito, por detrás de Vince Carter y Antonio Davis. En la siguiente campaña repetiría en el All Star de 2007 en Las Vegas, aunque esta vez como titular por la Conferencia Este.
A menudo se le denomina CB4, apodo que en un principio le puso el comentarista habitual de los Toronto Raptors Chuck Swirsky, haciendo alusión a una película con el mismo nombre y que al mismo tiempo coincide con sus iniciales y con su número en el equipo. Su mayor puntuación en un partido la consiguió el 4 de abril de 2010, ante los Golden State Warriors, anotando 42 puntos.
Se muda a Miami para formar parte del MIami Heat en la temporada 2010-2011 formando el denominado Big Three, junto a LeBron James y Dwyane Wade, llegando hasta las finales donde tuvo una impresionante actuación pero su equipo cayó víctima de los Dallas Mavericks en lo que se consideró la revancha del 2006, donde Miami Heat le arrebató el título a Dallas Mavericks luego que estos ganaban la serie por 2-0.
En la temporada 2011-2012, acortada por un Lockout, Miami Clasifica para PlayOff donde se enfrentan a NY Knicks, dónde Bosh demostró su fuerza y ganaron la serie 4-1. Bosh se lesiona el músculo abdominal en el primer juego de la serie contra Indiana Pacer en segunda ronda y Miami Heat cayó 1-2 en la serie dado que no podían contener a los hombres grandes como Roy Hibbert. Es ahí donde las críticas a Chris Bosh comenzaron a ser halagos y comenzaron a convencerse de que Bosh es pieza fundamental en las aspiraciones al título por Miami Heat. Bosh se pierde los siguientes 9 Juegos de Playoff, Miami gana la serie a Indiana, y la serie contra boston se extiende. Regresa en el 7.º partido para demostrar que está listo.
Chris Bosh se proclama campeón de la NBA con Miami Heat ganándole la serie al Oklahoma City Thunder por 4-1, anotando 24 puntos y 7 rebotes en el quinto partido de las finales, jugado en el American Airlines Arena de Miami.
Tras la marcha de LeBron James, quien dejó al equipo con dos anillos más, Bosh decidió seguir en el Miami Heat. Empezó la temporada mejorando sus números respecto a las últimas campañas y fue elegido para jugar el All Star. Pero, fue tras este cuando le fueron detectados coágulos en los pulmones, dando así por finalizada su temporada. El 2 de junio de 2017, los doctores que trataban la enfermedad de Bosh dijeron que no podría continuar jugando al baloncesto, sin embargo y pese a esto, Bosh se ha mostrado abierto a un posible retorno a las canchas, según una reciente entrevista:

"Todavía estoy aspirando a jugar en la NBA. Obviamente, si no pasa nada en los próximos meses, sin volverme loco, eso sería el fin. Pero en este momento, estoy tratando de hacer que suceda. Todavía estoy muy confiado. Es solo algo que quiero hacer. Mucha gente me pregunta, '¿Por qué? ¿Por qué? ¿Por qué? "Supongo que la gente nunca lo entenderá a menos que esté en mi lugar. Es una pintura sin terminar. Tenía una obra maestra en mi mente, vi a dónde iba y tuve oportunidades.
En mi último año en la liga, tuvimos un equipo estelar que pudo haber competido por el campeonato de la Conferencia Este e intentar llegar a las finales y competir. Quería ser ese tipo de líder para volver a esa etapa. Seré franco con usted, sin LeBron y competir contra él. Hemos estado compitiendo entre nosotros desde los 16, 17 años. Ese era mi objetivo en ese momento, y se cortó por cualquier razón. Pero el juego es el juego y es un juego hermoso. Siempre quiero competir y siento que hay más por hacer".

Finalmente en febrero del 2019 dio a conocer su decisión de retirarse pese a haber intentado apurar todas sus oportunidades, incluso planteándose jugar los playoffs de ese mismo año.

## Estadísticas de su carrera en la NBA
|  | Denota temporadas en las que ganó el Campeonato de la NBA |

### Temporada regular
| Año      | Equipo   | PJ  | PT  | MPP  | %TC  | %3P  | %TL  | RPP  | APP | ROB | TPP | PPP  |
| -------- | -------- | --- | --- | ---- | ---- | ---- | ---- | ---- | --- | --- | --- | ---- |
| 2003-04  | Toronto  | 75  | 63  | 33.5 | .459 | .357 | .701 | 7.4  | 1.0 | .8  | 1.4 | 11.5 |
| 2004-05  | Toronto  | 81  | 81  | 37.2 | .471 | .300 | .760 | 8.9  | 1.9 | .9  | 1.4 | 16.8 |
| 2005-06  | Toronto  | 70  | 70  | 39.3 | .505 | .000 | .816 | 9.2  | 2.6 | .7  | 1.1 | 22.5 |
| 2006-07  | Toronto  | 69  | 69  | 38.5 | .496 | .343 | .785 | 10.7 | 2.5 | .6  | 1.3 | 22.6 |
| 2007-08  | Toronto  | 67  | 67  | 36.2 | .494 | .400 | .844 | 8.7  | 2.6 | .9  | 1.0 | 22.3 |
| 2008-09  | Toronto  | 77  | 77  | 38.0 | .487 | .245 | .817 | 10.0 | 2.5 | .9  | 1.0 | 22.7 |
| 2009-10  | Toronto  | 70  | 70  | 36.1 | .518 | .364 | .797 | 10.8 | 2.4 | .6  | 1.0 | 24.0 |
| 2010-11  | Miami    | 77  | 77  | 36.3 | .496 | .240 | .815 | 8.3  | 1.9 | .8  | .6  | 18.7 |
| 2011-12  | Miami    | 57  | 57  | 35.2 | .487 | .286 | .821 | 7.9  | 1.8 | .9  | .8  | 18.0 |
| 2012-13  | Miami    | 74  | 74  | 33.2 | .535 | .284 | .798 | 6.8  | 1.7 | .9  | 1.4 | 16.6 |
| 2013-14  | Miami    | 79  | 79  | 32.0 | .516 | .339 | .820 | 6.6  | 1.1 | 1.0 | 1.0 | 16.2 |
| 2014-15  | Miami    | 44  | 44  | 35.4 | .460 | .375 | .772 | 7.0  | 2.2 | .9  | .6  | 21.1 |
| 2015-16  | Miami    | 53  | 53  | 33.5 | .467 | .365 | .795 | 7.4  | 2.4 | .7  | .6  | 19.1 |
| Total    | Total    | 893 | 881 | 35.8 | .494 | .335 | .799 | 8.5  | 2.0 | .8  | 1.0 | 19.2 |
| All-Star | All-Star | 9   | 3   | 19.4 | .524 | .333 | .533 | 5.1  | 1.1 | 1.0 | .2  | 10.9 |

### Playoffs
| Año   | Equipo  | PJ | PT | MPP  | %TC  | %3P  | %TL  | RPP | APP | ROB | TPP | PPP  |
| ----- | ------- | -- | -- | ---- | ---- | ---- | ---- | --- | --- | --- | --- | ---- |
| 2007  | Toronto | 6  | 6  | 37.0 | .396 | .200 | .842 | 9.0 | 2.5 | .8  | 1.8 | 17.5 |
| 2008  | Toronto | 5  | 5  | 39.8 | .472 | .143 | .833 | 9.0 | 3.6 | 1.6 | .4  | 24.0 |
| 2011  | Miami   | 21 | 21 | 39.7 | .474 | .000 | .814 | 8.5 | 1.1 | .7  | .9  | 18.6 |
| 2012  | Miami   | 14 | 10 | 31.4 | .493 | .538 | .827 | 7.8 | .6  | .4  | 1.0 | 14.0 |
| 2013  | Miami   | 23 | 23 | 32.7 | .458 | .405 | .733 | 7.3 | 1.5 | 1.0 | 1.6 | 12.1 |
| 2014  | Miami   | 20 | 20 | 34.3 | .507 | .405 | .750 | 5.6 | 1.1 | .9  | 1.0 | 14.9 |
| Total | Total   | 89 | 85 | 35.2 | .473 | .386 | .800 | 7.5 | 1.3 | .8  | 1.1 | 15.6 |

## Galardones y logros

### Títulos internacionales de selección
- Medalla de bronce en el Campeonato mundial de baloncesto de 2006 en Japón.
- Medalla de oro en los Juegos Olímpicos de Pekín 2008.

### Consideraciones personales
- Elegido para jugar el All Star de 2013 en Houston con la Conferencia Este (como titular).
- Elegido para jugar el All Star de 2012 en Orlando con la Conferencia Este (como reserva).
- Elegido para jugar el All Star de 2007 en Las Vegas con la Conferencia Este (como titular).
- Elegido para jugar el All Star de 2006 en Houston con la Conferencia Este (como reserva).
- Elegido en el equipo de los Rookies para el partido contra los Sophomores del All-Star Game de 2004 en Los Ángeles.
- Elegido en el equipo de los Sophomores para el partido contra los Rookies del All-Star Game de 2005 en Denver.
- Elegido MVP del mes de la Conferencia Este de la NBA en enero de 2007.
- Integrante del NBA All-Rookie (primer equipo) en la temporada 2003-04.
- Anotó 42 puntos, su récord personal hasta el momento, en el partido de los Raptors ante Golden State el 4 de abril de 2010.
- Elegido "Rookie del año" de la temporada 2002-2003 de la NCAA.

## Filmografía
| Año  | Título                 | Personaje | Notas                                       |
| ---- | ---------------------- | --------- | ------------------------------------------- |
| 2010 | El séquito (Entourage) | Él mismo  | Temporada 7, episodio 7 "Tequila y Cocaína" |
| 2013 | Jessie                 | Él mismo  | Episodio "Say Yes to the Messy Drees"       |